# Лебединська міська рада
Лебеди́нська міська́ ра́да — орган місцевого самоврядування Лебединської міської громади в Сумській області.

## Загальні відомості
- Територія ради: 167 км²
- Населення ради: 29 569 осіб (станом на 2001 рік)

## Населені пункти
Міській раді підпорядковані населені пункти:
- м. Лебедин
- с. Куданівка
- с. Олексенкове
- с. Токарі

## Склад ради
Рада складається з 34 депутатів та голови.
- Голова ради: Бакликов Олександр Миколайович
- Секретар ради: Древаль Оксана Анатоліївна

### Керівний склад попередніх скликань
| ПІБ                            | Основні відомості | Дата обрання | Дата звільнення |
| ------------------------------ | --- | ------------ | --------------- |
| Троян Анатолій Григорович      | Міський голова, 1962 року народження, освіта вища, безпартійний                                                                                   | 26.03.2006   | 31.10.2010      |
| Троян Анатолій Григорович      | Міський голова, 1962 року народження, освіта вища, безпартійний                                                                                   | 31.10.2010   | 25.11.2015      |
| Бакликов Олександр Миколайович | Міський голова, 1964 року народження, освіта вища, З 2015 року — голова Лебединської міської організації Політичної партії «Громадянська позиція» | 25.11.2015   |                 |

Примітка: таблиця складена за даними джерела

### Депутати
За результатами місцевих виборів 2010 року депутатами ради стали:

#### За суб'єктами висування
| Суб'єкт висування                                                                    | Кількість обраних депутатів | %    |
| ------------------------------------------------------------------------------------ | --------------------------- | ---- |
| Політична партія Всеукраїнське об'єднання «Батьківщина»                              | 11                          | 30,6 |
| Партія регіонів                                                                      | 10                          | 27,8 |
| Політична партія «Фронт Змін»                                                        | 5                           | 13,9 |
| Комуністична партія України                                                          | 4                           | 11,1 |
| Соціалістична партія України                                                         | 3                           | 8,3  |
| Політична партія «Наша Україна»                                                      | 1                           | 2,8  |
| Політична партія «Сильна Україна»                                                    | 1                           | 2,8  |
| Політична партія «УДАР (Український Демократичний Альянс за Реформи) Віталія Кличка» | 1                           | 2,8  |

#### За округами
| № округу                                                                             | Прізвище, ім'я, по батькові           | Дата визнання обраним | Освіта                    | Партійна приналежність                                                                     | Відомості про обраного депутата                                                  |
| ------------------------------------------------------------------------------------ | ------------------------------------- | --------------------- | ------------------------- | ------------------------------------------------------------------------------------------ | -------------------------------------------------------------------------------- |
| Комуністична партія України                                                          |                                       |                       |                           |                                                                                            |                                                                                  |
| б/м                                                                                  | Бондаренко Юрій Григорович            | 03.11.2010            | Освіта середня спеціальна | член Комуністичної партії України                                                          | II секретар КПУ                                                                  |
| б/м                                                                                  | Сіробаба Володимир Григорович         | 03.11.2010            | Освіта вища               | член Комуністичної партії України                                                          | підприємець                                                                      |
| б/м                                                                                  | Бондаренко Сергій Олександрович       | 03.11.2010            | Освіта вища               | член Комуністичної партії України                                                          | Лебединська загальноосвітня школа № 6, вчитель                                   |
| 16                                                                                   | Голуб Микола Миколайович              | 03.11.2010            | Освіта середня спеціальна | член Комуністичної партії України                                                          | КПУ м. Лебедин, і — й секретар КПУ                                               |
| Партія регіонів                                                                      |                                       |                       |                           |                                                                                            |                                                                                  |
| б/м                                                                                  | Прокопченко Наталія Анатоліївна       | 03.11.2010            | Освіта вища               | член Партії регіонів                                                                       | «Лебединське вище професійне училище лісового господарства», заступник директора |
| б/м                                                                                  | Свириденко Віта Володимирівна         | 03.11.2010            | Освіта вища               | член Партії регіонів                                                                       | Кредитна спілка «Народний Кредит», кредитний інспектор                           |
| б/м                                                                                  | Іванов Олександр Анатолійович         | 03.11.2010            | Освіта середня            | член Партії регіонів                                                                       | пенсіонер                                                                        |
| б/м                                                                                  | Доценко Володимир Васильович          | 03.11.2010            | Освіта вища               | член Партії регіонів                                                                       | Лебединська спеціалізована школа I—III ст. № 7, директор                         |
| б/м                                                                                  | Вєчканова Наталія Михайлівна          | 03.11.2010            | Освіта вища               | член Партії регіонів                                                                       | пенсіонер                                                                        |
| 6                                                                                    | Нездіймишапка Тетяна Миколаївна       | 03.11.2010            | Освіта вища               | позапартійна                                                                               | Лебединська загальноосвітня школа I—III ст. № 5, директор                        |
| 8                                                                                    | Огієнко Олександр Миколайович         | 03.11.2010            | Освіта вища               | позапартійний                                                                              | ТОВ «Укртранспневматика», директор                                               |
| 12                                                                                   | Щегорцов Леонід Володимирович         | 03.11.2010            | Освіта вища               | позапартійний                                                                              | ВАТ «Дорбудсервіс», директор                                                     |
| 13                                                                                   | Лук'яненко Сергій Миколайович         | 03.11.2010            | Освіта вища               | позапартійний                                                                              | Приватне підприємство"Контакт", директор                                         |
| 17                                                                                   | Влезько Микола Миколайович            | 03.11.2010            | Освіта вища               | позапартійний                                                                              | Приватне підприємство «Деревообробка», директор                                  |
| Політична партія Всеукраїнське об'єднання «Батьківщина»                              |                                       |                       |                           |                                                                                            |                                                                                  |
| б/м                                                                                  | Білокобильський Олександр Миколайович | 03.11.2010            | Освіта вища               | член Всеукраїнського об'єднання «Батьківщина»                                              | Лебединська міська рада, секретар ради                                           |
| б/м                                                                                  | Верхова Валентина Юріївна             | 03.11.2010            | Освіта вища               | член Всеукраїнського об'єднання «Батьківщина»                                              | Лебединська загальноосвітня школа І-ІІ ст. № 2, заступник директора              |
| б/м                                                                                  | Прокопенко Віктор Миколайович         | 03.11.2010            | Освіта вища               | член Всеукраїнського об'єднання «Батьківщина»                                              | Міський СЮТ, директор                                                            |
| б/м                                                                                  | Лелюх Олена Миколаївна                | 03.11.2010            | Освіта вища               | член Всеукраїнського об'єднання «Батьківщина»                                              | Лебединська ЦРЛ, зав. відділу кадрів                                             |
| б/м                                                                                  | Будник Ігор Миколайович               | 03.11.2010            | Освіта вища               | член Всеукраїнського об'єднання «Батьківщина»                                              | приватний підприємець, директор                                                  |
| б/м                                                                                  | Владзієвська Оксана Петрівна          | 03.11.2010            | Освіта вища               | член Всеукраїнського об'єднання «Батьківщина»                                              | приватний підприємець, директор                                                  |
| 3                                                                                    | Шудрик Володимир Миколайович          | 03.11.2010            | Освіта середня спеціальна | член Всеукраїнського об'єднання «Батьківщина»                                              | приватний підприємець                                                            |
| 4                                                                                    | Рева Віктор Михайлович                | 03.11.2010            | Освіта вища               | член Всеукраїнського об'єднання «Батьківщина»                                              | Лебединська ЦРЛ, заступник головного лікаря                                      |
| 5                                                                                    | Волошин Олексій Михайлович            | 03.11.2010            | Освіта вища               | член Всеукраїнського об'єднання «Батьківщина»                                              | Лебединське відділення «ПриватБанк», інспектор                                   |
| 10                                                                                   | Панченко Наталія Іванівна             | 03.11.2010            | Освіта вища               | член Всеукраїнського об'єднання «Батьківщина»                                              | КО "Лебединська редакція радіомовлення «Світанок», головний редактор             |
| 15                                                                                   | Шелегеда Ігор Миколайович             | 03.11.2010            | Освіта середня спеціальна | член Всеукраїнського об'єднання «Батьківщина»                                              | приватний підприємець                                                            |
| Політична партія «Наша Україна»                                                      |                                       |                       |                           |                                                                                            |                                                                                  |
| 11                                                                                   | Губар Ігор Костянтинович              | 03.11.2010            | Освіта вища               | член Політичної партії «Наша Україна»                                                      | ТОВ «Альфа — 2», директор                                                        |
| Політична партія «Сильна Україна»                                                    |                                       |                       |                           |                                                                                            |                                                                                  |
| 14                                                                                   | Химич Людмила Олексіївна              | 03.11.2010            | Освіта вища               | член Політичної партії «Сильна Україна»                                                    | Відділ освіти виконкому Лебединської міської ради, начальник                     |
| Політична партія «УДАР (Український Демократичний Альянс за Реформи) Віталія Кличка» |                                       |                       |                           |                                                                                            |                                                                                  |
| 2                                                                                    | Сіробаба Сергій Володимирович         | 03.11.2010            | Освіта вища               | член Політичної партії «УДАР (Український Демократичний Альянс за Реформи) Віталія Кличка» | приватний підприємець                                                            |
| Політична партія «Фронт Змін»                                                        |                                       |                       |                           |                                                                                            |                                                                                  |
| б/м                                                                                  | Карпенко Оксана Валеріївна            | 03.11.2010            | Освіта вища               | член Політичної партії «Фронт Змін»                                                        | ТОВ «ЮМОЛ», головний бухгалтер                                                   |
| б/м                                                                                  | Лихіцький Валерій Володимирович       | 03.11.2010            | Освіта вища               | член Політичної партії «Фронт Змін»                                                        | ТОВ «АПК Лебедин», виконавчий директор                                           |
| б/м                                                                                  | Древаль Оксана Анатоліївна            | 03.11.2010            | Освіта вища               | член Політичної партії «Фронт Змін»                                                        | Лебединська загальноосвітня школа № 5, вчитель                                   |
| 1                                                                                    | Ольховик Тетяна Савеліївна            | 03.11.2010            | Освіта вища               | член Політичної партії «Фронт Змін»                                                        | Лебединська районна біблиотека, директор                                         |
| 7                                                                                    | Дементеєнко Алла Миколаївна           | 03.11.2010            | Освіта вища               | член Політичної партії «Фронт Змін»                                                        | приватний підприємець                                                            |
| Соціалістична партія України                                                         |                                       |                       |                           |                                                                                            |                                                                                  |
| б/м                                                                                  | Сєндряков Євген Валерійович           | 03.11.2010            | Освіта середня спеціальна | член Соціалістичної партії України                                                         | пенсіонер                                                                        |
| 9                                                                                    | Колесник Анатолій Францович           | 03.11.2010            | Освіта вища               | член Соціалістичної партії України                                                         | Лебединська районна організація УТНР, голова                                     |
| 18                                                                                   | Жирнова Любов Леонідівна              | 03.11.2010            | Освіта середня            | член Соціалістичної партії України                                                         | Териториальний центр соцзабезпечення м. Лебедин, соціальний працівник            |